# Jenaplan-Schule Nürnberg
Die Jenaplan-Schule Nürnberg ist eine Grundschule in freier Trägerschaft des Jenaplan-Schulvereins Nürnberg e.V. im Nürnberger Stadtteil Hummelstein und als Ersatzschule staatlich genehmigt.

## Geschichte
Die Gründung der Schule geht auf das Entstehen des Trägervereins Jenaplan-Schule Nürnberg e.V. am 15. Juni 2002 zurück. Am 22. Februar 2003 stimmte das Bayerische Kultusministerium der Schulgründung zu und fand in den Räumen der Theodor-Billroth-Schule in der Billrothstraße 16 im Stadtteil Mögeldorf eine erste Unterrichtsstätte. Durch den Beschluss der Regierung von Mittelfranken vom 23. Juni 2003, der Schule eine Genehmigung zur Aufnahme des Lehrunterrichts auf Grundlage der Jenaplan-Pädagogik zu erteilen, konnte der Schulbetrieb am 9. September 2003 mit zunächst zwei Klassen aufgenommen werden. Damit war sie die erste genehmigte Jenaplan-Schule im süddeutschen Raum. Bis September 2006 wuchs die Schule auf fünf Klassen an, sodass kurzfristig Räumlichkeiten der Adolf-Reichwein-Schule im Schleifweg 39 in Anspruch genommen werden mussten, ehe man im Dezember desselben Jahres mit einer ehemaligen Werkberufsschule der Firma MAN in der Pillenreuther Straße 165 bei der Suche nach einem neuen Schulhaus fündig wurde. Das denkmalgeschützte barockisierende Jugendstilgebäude von 1914 wurde zuletzt als Verwaltungsgebäude und Sitz des Softwareunternehmens Dr. Staedtler genutzt.

## Schülerzahlen
- 2003: 35
- 2004: 52
- 2005: 77
- 2006: 100
- 2007: 120[3]
- 2017: 117
- 2023: 121
- 2024: 117[1]